# Point chaud de Yellowstone
Le point chaud de Yellowstone (Yellowstone hotspot), également appelé point chaud de Snake River Plain-Yellowstone (Snake River Plain-Yellowstone hotspot), est un point chaud volcanique situé à Yellowstone, aux États-Unis. Il est la cause d'événements volcaniques d'importance dans les États de l'Oregon, du Nevada, de l'Idaho et du Wyoming. Il a créé une série de caldeiras, dont la Island Park Caldera, la Henry's Fork Caldera (en) et la Bruneau-Jarbidge caldera (en), qui ont formé la plaine de la rivière Snake. Le point chaud est actuellement sous la caldeira de Yellowstone.
La plus récente superéruption du point chaud, connue sous le nom de l'éruption de Lava Creek, s'est produite il y a environ 640 000 ans et a formé le tuf de Lava Creek ainsi que la caldeira de Yellowstone.

Schéma du point chaud et de la caldeira de Yellowstone.

Schéma de zones éruptives de Yellowstone comparées à celles des éruptions de Long Valley et du mont Saint Helens.

## Histoire
La liste suivante recense les événements géologiques d'importance rattachés au point chaud de Yellowstone. La datation des événements dans le passé est donnée en milliers d'années (ka) ou en millions d'années (Ma). Parfois, l'indice d'explosivité volcanique (VEI), une estimation du volume de lave impliquée (en km3) et l'étendue de l'écoulement sont donnés.

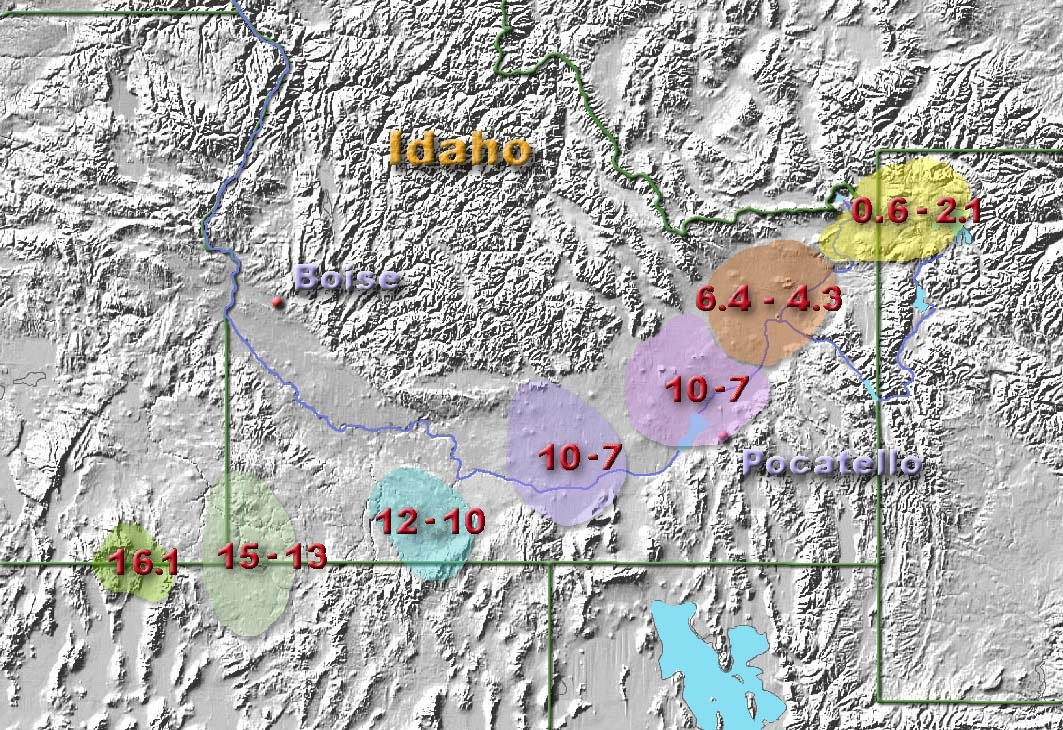
Déplacement du point chaud au cours des millions d'années.

| Nom de la structure | Lieu | Datation                                   | VEI | Volume éjecté                      | Notes |
| --- | --- | ------------------------------------------ | --- | ---------------------------------- | --- |
| Monument national et réserve nationale Craters of the Moon                                                             | nord-est de Rupert (Idaho) | 2,270 ± 0,15 ka                            |     |                                    | [ 2 ] |
| Hell's Half Acre Lava Field (en)                                                                                       | de l'ouest jusqu'au sud-ouest de Idaho Falls | 3,250 ± 0,15 ka                            |     |                                    | [ 3 ] |
| Shoshone lava field (en)                                                                                               | nord de Twin Falls | 8,400 ± 0,3 ka                             |     |                                    | [ 4 ] |
| Monument national et réserve nationale Craters of the Moon                                                             | | 2-15 ka                                    |     |                                    | Le champ de lave s'est formé lors de huit épisodes éruptifs qui se sont produits il y a 2 à 15 ka. Les champs de lave Kings Bowl et Wapi se sont formés il y a environ 2,25 ka. |
| Caldeira de Yellowstone                                                                                                | Parc national de Yellowstone | 70-150 ka                                  |     | 1 000 km3                          | Coulées de lave rhyolitique à l'intérieur de la caldeira |
| Caldeira de Yellowstone (Lava Creek Tuff)                                                                              | Parc national de Yellowstone | 640 ka                                     | 8   | ~1 000 km3 (étendue de 45 × 85 km) | [ 7 ] |
| Henry's Fork Caldera (en) (Mesa Falls Tuff (en))                                                                       | Island Park Caldera et Harriman State Park (en) | 1,3 Ma                                     | 7   | 280 km3 (étendue de 16 km)         | [ 7 ] |
| Island Park Caldera (Huckleberry Ridge Tuff (en))                                                                      | | 2,1 Ma                                     | 8   | 2 450 km3 (étendue : 100 × 50 km)  | , |
| Kilgore Caldera (tuff de Kilgore)                                                                                      | Champ volcanique Heise Idaho | 4,45 ± 0,05 Ma                             | 8   | 1 800 km3 (étendue : 80 × 60 km)   | , |
| tuff de Heise | Champ volcanique Heise Idaho | 4,49 Ma                                    |     |                                    | [ 10 ] |
| tuff d'Elkhorn Springs                                                                                                 | Champ volcanique Heise, Idaho | 5,37 Ma                                    |     |                                    | [ 8 ] |
| tuff de Conant Creek                                                                                                   | Champ volcanique Heise, Idaho | 5,51 ± 0,13 Ma (5,94 Ma selon Anders 2009) |     |                                    | , |
| tuff de Blue Creek | Champ volcanique Heise, Idaho | 5,6 Ma                                     |     | 500 km3                            | [ 8 ] |
| tuff de Wolverine Creek                                                                                                | Champ volcanique Heise, Idaho | 5,81 Ma                                    |     |                                    | [ 10 ] |
| tuff de Walcott | Champ volcanique Heise, Idaho | 6,27 ± 0,04 Ma                             |     |                                    | [ 9 ] |
| tuff de Edi School | Champ volcanique Heise, Idaho | 6,57 Ma                                    |     |                                    | [ 10 ] |
| Blacktail Caldera (tuff de Blacktail)                                                                                  | Champ volcanique Heise, Idaho | 6,62 ± 0,03 Ma                             |     | 1 500 km3 (étendue : 100 × 60 km)  | , |
| tuff d'America Falls                                                                                                   | | 7,48 Ma                                    |     |                                    | [ 10 ] |
| tuff de Lost River Sinks                                                                                               | | 8,75 Ma                                    |     |                                    | [ 10 ] |
| tuff de Kyle Canyon | | 9,17 Ma                                    |     |                                    | [ 10 ] |
| tuff de Little Chokecherry Canyon                                                                                      | | 9,34 Ma                                    |     |                                    | [ 10 ] |
| champ volcanique de Twin Falls                                                                                         | Comté de Twin Falls | 8,6 à 10 Ma                                |     |                                    | [ 10 ] |
| champ volcanique Picabo (tuff d'Arbon Valley)                                                                          | Picabo (Idaho) (en) | 10,09 Ma (Tuff A) 10,21 ± 0,03 Ma (Tuff B) |     |                                    | , |
| champ volcanique de la caldeira de Bruneau-Jarbidge (en)                                                               | Bruneau Jarbidge River (en) Idaho | 10,0 à 12,5 Ma                             |     |                                    | Créé lors de l'éruption des Ashfall Fossil Beds (en). |
| champ volcanique Owyhee-Humboldt                                                                                       | Comté d'Owyhee, Nevada Oregon | 12,8 à 13,9 Ma                             |     |                                    | [ 10 ] |
| caldeira McDermitt | Orevada rift, McDermitt (Nevada-Oregon) (en) Nevada-Oregon                                                                                                   | 15-16,1 Ma                                 |     | superficie de 20 000 km2           | Constitué de sept caldeiras. |
| Whitehorse Caldera (tuff de Whitehorse Creek)                                                                          | Trout Creek Mountains (en) Est des Pueblo Mountains (en) Oregon                                                                                              | 15 Ma                                      |     | 40 km3 (étendue : 15 km)           | , |
| Jordan Meadow Caldera (tuff 2-3 de Longridge)                                                                          | | 15,6 Ma                                    |     | 350 km3 (étendue : 10–15 km)       | , |
| Longridge Caldera (tuff 5 de Longridge)                                                                                | | 15,6 Ma                                    |     | 400 km3 (étendue : 33 km)          | , |
| Calavera Caldera (tuff de Double H)                                                                                    | | 15,7 Ma                                    |     | 300 km3 (étendue : 17 km)          | , |
| Pueblo Caldera (tuff de Trout Creek Mountains)                                                                         | Trout Creek Mountains Oregon | 15,8 Ma                                    |     | 40 km3 (étendue : 20 × 10 km)      | , |
| Hoppin Peaks Caldera (Hoppin Peaks Tuff)                                                                               | | 16 Ma                                      |     |                                    | [ 14 ] |
| Washburn Caldera (Oregon Canyon Tuff)                                                                                  | Oregon | 16,548 Ma                                  |     | 250 km3 (étendue : 30 × 25 km)     | , |
| champ volcanique de Lake Owyhee (en)                                                                                   | | 15,0 à 15,5 Ma                             |     |                                    | [ 15 ] |
| caldeiras Virgin Valley, High Rock, Hog Ranch et autres (tuffs d'Idaho Canyon, Ashdown, Summit Lake et Soldier Meadow) | champ volcanique du nord-ouest du Nevada ouest de Pine Forest Range (en)                                                                                     | 15,5 à 16,5 Ma                             |     |                                    | , |
| Columbia River Basalt Province                                                                                         | Groupe basaltique de Columbia River et Steens flood. Pueblo et la région de Malheur Gorge Pueblo Mountains (en), Steens Mountain Washington, Oregon et Idaho | 14 à 17 Ma                                 |     | 180 000 km3                        | Série d'éruptions dont les plus intenses se sont produites il y a 14 à 17 Ma,                                                                                                   |
| Groupe basaltique du Columbia                                                                                          | |                                            |     | 175 000 km3                        | , |
| Basaltes de Steens flood                                                                                               | |                                            |     | 65 000 km3                         | , |
| Siletz River Volcanics (en) Chaîne côtière de l'Oregon                                                                 | Crescent volcanics Péninsule Olympique Sud de l'Île de Vancouver                                                                                             | 50-60 Ma                                   |     |                                    | Une série de coulées de lave en coussins basaltique. |
| Carmacks Group (en) | Yukon | 70 Ma                                      |     | 63 000 km2                         | , |